# Vis plastica
La vis plastica es la fuerza moldeadora con la que se supuso que la naturaleza creaba los fósiles.
En el siglo XIX, las teorías evolucionistas predarwinianas aportaban pruebas sólidas frente a los defensores del creacionismo y el fijismo: los fósiles. Ante esto se propusieron diversas teorías, la teoría de la vis plastica fue una de ellas como también hubo otras más elaboradas; el catastrofismo de Georges Cuvier.
La teoría de la vis plastica suponía que los fósiles eran caprichos de la naturaleza (ludus naturæ), piedras que simulaban seres vivos, quimeras imposibles. La teoría no tuvo muchos defensores en el ámbito científico, pues era fácilmente refutable, aunque algunos intentaron sostenerla creando fósiles que representaban objetos modernos para demostrar el capricho de la naturaleza, patraña rápidamente puesta al descubierto.